# Kungur
Kungur (tiếng Nga: Кунгур) là một thành phố Nga. Thành phố này thuộc chủ thể Perm Krai, ở dãy núi Ural tại nơi các sông Iren và sông Shakhva đổ vào sông Sylva. Thành phố có dân số 68.943 người (theo điều tra dân số năm 2002). Đây là thành phố lớn thứ 225 của Nga theo dân số năm 2002. Dân số qua các thời kỳ: 66,110 (Điều tra dân số 2010); 68,943 (Điều tra dân số 2002); 81,402 (Điều tra dân số năm 1989); 64,800 (1959); 36,000 (1939). Diện tích là 68,7 km2.

## Thành phố kết nghĩa
- Samcheok, Hàn Quốc[5]